# Calzada de Calatrava
Calzada de Calatrava er en by og kommune i det sydlige centrale Spanien i provinsen Ciudad Real. Den har et indbyggertal på 3.727 (2024) indbyggere.